# 苦苓腳 (苗栗縣)
苦苓腳，是臺灣苗栗縣後龍鎮的一個傳統地域名稱，位於該鎮北部。相較於今日行政區，其範圍大致包括海寶里、灣寶里不含東南端國道三號以東地區、東明里不含西北部近邊界地帶及東部邊界地帶、大山里東北部。

## 歷史
台灣清治末期至日治初期，苦苓腳地區為一街庄，稱為「苦苓腳庄」，隸屬於苗栗一堡。該庄北邊臨台灣海峽，東北隔中港溪與海口庄相望，東南與潭內庄、新港庄為鄰，西南邊為後壠庄，西邊為大山腳庄、外埔庄。
1901年（日治明治三十四年）11月，全台廢縣廳改設二十廳，該庄隸屬於苗栗廳。1909年（明治四十二年）10月，合併二十廳為十二廳，該庄改隸屬於新竹廳。1920年（大正九年），廢十二廳改設五州二廳，該庄改制為「苦苓腳」大字，隸屬於新竹州竹南郡後龍庄。
戰後後龍庄改制為後龍鄉，隸屬於新竹縣，大字亦改制為村。1950年桃、竹、苗分治，後龍鄉改隸屬於苗栗縣。1951年，後龍鄉升格為後龍鎮，村改制為里。

## 聚落
本地區發展較早的聚落有網弦、南海汊、北埔海口（海口）、灣寶、百三、苦苓腳、下埒尾等，在日治期初期的官方地圖上已有記載。此外，本地區尚有大路溪、過溪、新厝、渡船頭、五柱內、圪內仔、新莊、下灣寶、興花崙、呂厝、頂浮尾、店子湖、三塊厝、詹厝等聚落。

## 交通
台鐵海線是台灣西部鐵路縱貫幹線，大致以東南東—西北西走向繞大彎轉北北東—南南西走向經過本地區北部。境內未設站，東側最近的是談文車站，屬招呼站，西南側最近的是大山車站，屬甲種簡易站，均僅停靠區間車。由此等可前往台鐵沿線各地。
國道3號又稱「福爾摩沙高速公路」，是貫穿台灣西部的兩條縱向高速公路之一，大致以東北—西南走向經過苦苓腳地區東部邊界地帶，並於鄉道苗8線交會口設有大山交流道，由此進入可快速前往台灣西部國道3號沿線各地。
省道台1線（光華路）又稱「縱貫公路」，是台北至屏東楓港的傳統幹道，大致以東北東—西南西走向轉北北東—南南西走向經過本地區東南端。由該道路向東北東可前往造橋談文、頭份、香山、新竹等地，向南南西可前往後龍市區、西湖、通霄、苑裡等地。
省道台61線又稱「西部濱海快速公路」，是八里至安南的快速公路，大致以東北—西南走向蜿蜒經過本地區北部。由該道路向東北可前往竹南、香山並止於浸水橋北側，其後以省道台15線為代用道路；向西南可前往通霄白沙屯並中止快速公路路段，其後以省道台1線為代用道路。
鄉道苗8線（明山路）是外埔至大潭內的道路，大致以西北—東南走向轉西北西—東南東走向經過本地區中部。由該道路向西可前往台鐵大山車站、下大山腳、外埔並止於縣道126號路口，向東南東可前往大潭南側並止於省道台1線路口。
鄉道苗9線（龍文路）是阿八窩至後龍的道路，大致以東南東—西北西走向繞大彎轉北北東—南南西走向經過本地區北部。由該道路向東南東可前往淡文湖（談文）聚落、小湖、阿八窩北側並止於鄉道苗14線路口，向南南西可前往百三、下埒尾、後龍市區北側並止於中華路（舊省道）路口。

## 學校
- 大山國小
- 海寶國小

## 宗教場所
- 東明里五德宮－主祀蘇、邱、梁、秦、蔡五府王爺。